# Antonín Žák
Antonín Žák (15. srpna 1909 – ???) byl český a československý politik Československé strany socialistické a poúnorový poslanec Národního shromáždění ČSR.

## Biografie
Po únorovém převratu v roce 1948 patřil k frakci tehdejší národně socialistické strany loajální vůči Komunistické straně Československa, která v národně socialistické straně převzala moc a proměnila ji na Československou socialistickou stranu coby spojence komunistického režimu.
Po volbách roku 1948 byl zvolen do Národního shromáždění za ČSS ve volebním kraji Ústí nad Labem. Mandát nabyl až dodatečně v květnu 1949 poté, co rezignoval poslanec Václav Jirásek. V parlamentu zasedal do konce funkčního období, tedy do voleb v roce 1954.